# All-Star Game LNB 2021
Le All-Star Game LNB 2021 est la 35e édition du All-Star Game LNB, après une année d'interruption en raison de la pandémie de Covid-19. Il se déroule le 29 décembre 2021 à l'Accor Arena de Paris. L’équipe des All-Stars Monde bat celle des All-Stars France 111-110, après prolongation. Brandon Taylor est élu MVP de la rencontre. L'événement est diffusé sur BeIn Sports 1.

## Joueurs
Du 8 au 25 novembre 2021, le public vote pour ses deux joueurs préférés parmi tous les joueurs de Jeep ÉLITE ayant un temps de jeu minimum de 15 minutes depuis le début de la saison 2021-2022. Le 26 novembre 2021, les équipes sont dévoilées. David Holston et Élie Okobo ont été élus par les fans. D’autres joueurs ont été retenus après avoir été désignés à deux ou trois reprises dans le cinq de la journée. D’autres ont été choisis par le jury.

### All-Stars France
| Position       | Joueur          | Équipe                  |
| -------------- | --------------- | ----------------------- |
| Meneur         | Axel Julien     | JL Bourg                |
| Meneur-Arrière | Élie Okobo      | ASVEL Lyon-Villeurbanne |
| Arrière-Ailier | Nicolas Lang ¹  | Limoges CSP             |
| Pivot          | Yannis Morin    | SIG Strasbourg          |
| Pivot          | Ismaël Kamagate | Paris Basketball        |

| Position           | Joueur                | Équipe                  |
| ------------------ | --------------------- | ----------------------- |
| Meneur             | David Michineau       | Metropolitans 92        |
| Arrière            | Juhann Begarin ¹      | Paris Basketball        |
| Arrière            | Billy Yakuba Ouattara | AS Monaco               |
| Arrière            | Terry Tarpey          | Le Mans SB              |
| Ailier fort        | Abdoulaye Loum        | JDA Dijon               |
| Ailier-Ailier fort | Williams Narace       | Le Mans SB              |
| Ailier fort-Pivot  | Victor Wembanyama ¹   | ASVEL Lyon-Villeurbanne |

¹ Certains joueurs s’étant blessés depuis leur sélection ou ayant été touchés par la COVID 19 : Giovan Oniangue (Élan béarnais) remplace Nicolas Lang, Bodian Massa (Fos) remplace Victor Wembanyama et Lahaou Konaté (Metropolitans 92) remplace Juhann Begarin dans l'équipe All-Stars France. Billy Yakuba Ouattara prend la place de Lang dans le cinq de départ.

### All-Stars Monde
| Position          | Joueur         | Équipe           |
| ----------------- | -------------- | ---------------- |
| Meneur            | David Holston  | JDA Dijon        |
| Meneur            | Will Cummings  | Metropolitans 92 |
| Meneur-Arrière    | Nick Johnson   | Nanterre 92      |
| Ailier fort-Pivot | Vince Hunter   | Metropolitans 92 |
| Ailier fort-Pivot | TaShawn Thomas | Le Mans SB       |

| Position          | Joueur         | Équipe                   |
| ----------------- | -------------- | ------------------------ |
| Meneur            | John Roberson  | SIG Strasbourg           |
| Meneur            | Brandon Taylor | BCM Gravelines Dunkerque |
| Arrière           | Chris Jones ¹  | ASVEL Lyon-Villeurbanne  |
| Arrière           | Lasan Kromah   | Fos                      |
| Ailier fort       | Thomas Wimbush | Nanterre 92              |
| Ailier fort-Pivot | Chris Horton   | Nanterre 92              |
| Pivot             | Youssou Ndoye  | Orléans                  |

¹ Certains joueurs s’étant blessés depuis leur sélection ou ayant été touchés par la COVID 19 : Scott Bamforth (Le Mans SB) remplace Chris Jones et Elric Delord (Le Mans SB) remplace Terence Parker en tant qu'entraîneur dans l'équipe All Stars Monde.

### Entraîneurs
Vincent Collet (Metropolitans 92), assisté de Pierre Tavano (Tours), dirigent l’équipe des All-Stars France. Elric Delord (Le Mans SB), assisté d'Alain Thinet (Saint-Chamond), dirigent l’équipe des All-Stars Monde.
| 29 décembre 2021 20h15 | Rapport | France                                                         | 110-111                  | Monde                                               | OT | Accor Arena, Paris Affluence : 16 000 Arbitres : Yohan Rosso, Thomas Bissuel, Jérémy Foucault | BeIn Sports 1 |
| 29 décembre 2021 20h15 | Rapport | Score par quart-temps : 16-31, 30-18, 28-19, 22-28, OT : 14-15 |                          |                                                     | OT | Accor Arena, Paris Affluence : 16 000 Arbitres : Yohan Rosso, Thomas Bissuel, Jérémy Foucault | BeIn Sports 1 |
| 29 décembre 2021 20h15 | Rapport | Score par mi-temps : 46-49, 50-47                              |                          |                                                     | OT | Accor Arena, Paris Affluence : 16 000 Arbitres : Yohan Rosso, Thomas Bissuel, Jérémy Foucault | BeIn Sports 1 |
| 29 décembre 2021 20h15 | Rapport | Okobo, Oniangue, 19 Williams Narace, 11 Élie Okobo, 7          | Points Rebonds Passes d. | Brandon Taylor, 22 Chris Horton, 10 Nick Johnson, 6 | OT | Accor Arena, Paris Affluence : 16 000 Arbitres : Yohan Rosso, Thomas Bissuel, Jérémy Foucault | BeIn Sports 1 |

## Concours

### Concours des meneurs
Justin Bibbins (Élan béarnais) remporte le trophée après sa victoire en finale face à Loren Cristian Jackson.
- Notes : 
  - Demi-finales :
    - Justin Bibbins (Élan béarnais) - David Holston (JDA Dijon) : 2-0
    - Loren Cristian Jackson (Roanne) - Antoine Eito (Élan chalonnais) : 2-0

  - Finale : T. J. Campbell (Cholet Basket) - Nadir Hifi (ESSM Le Portel) : 2-1

| Pos.           | Joueur                 | Équipe          | taille | Premier tour | Finale |
| -------------- | ---------------------- | --------------- | ------ | ------------ | ------ |
| Meneur         | David Holston ¹        | JDA Dijon       | 1,67 m | 0            |        |
| Meneur         | Justin Bibbins         | Élan béarnais   | 1,73 m | 2            | 2      |
| Meneur-Arrière | Antoine Eito           | Élan chalonnais | 1,86 m | 0            |        |
| Meneur         | Loren Cristian Jackson | Roanne          | 1,73 m | 2            | 1      |

¹ David Holston remplace Hugo Benitez.

### Concours de tirs à 3 points
Scott Bamforth (Le Mans) remporte le trophée.
| Pos.           | Joueur            | Équipe        | taille | Premier tour | Finale |
| -------------- | ----------------- | ------------- | ------ | ------------ | ------ |
| Meneur         | Brandon Jefferson | Élan béarnais | 1,73 m | 19           | 17     |
| Meneur         | Chris Warren      | Orléans       | 1,78 m | 18           |        |
| Meneur         | John Roberson     | Strasbourg IG | 1,80 m | 17           |        |
| Arrière-Meneur | Scott Bamforth ¹  | Le Mans SB    | 1,88 m | 24           | 24     |

¹ Scott Bamforth remplace Nicolas Lang et John Roberson remplace Keith Hornsby.

### Concours de dunks
Dylan Affo Mama remporte le concours, en sautant au-dessus d'une moto, devant Allan Dokossi.
- Notes: 
  - Les joueurs sont évalués sur deux dunks lors de chaque manche.
  - Le vainqueur est désigné par le public de l'AccorHotels Arena à l'applaudimètre.
  - Les notes représentent le nombre de décibels.

| Pos.        | Joueur           | Équipe           | Taille | Premier tour   | Finale        |
| ----------- | ---------------- | ---------------- | ------ | -------------- | ------------- |
| Ailier      | Dylan Affo Mama  | Tours            | 1,96 m | 199 (98 + 101) | 198 (100+98)  |
| Meneur      | David Efianayi ¹ | Denain           | 1,88 m | 198 (98 + 100) |               |
| Ailier-fort | Yoan Makoundou   | Cholet           | 2,07 m | 195 (95 + 100) |               |
| Ailier      | Allan Dokossi ¹  | Paris Basketball | 2,03 m | 200 (99 + 101) | 190 (96 + 94) |

¹ Allan Dokossi remplace Thomas Wimbush et David Efianayi remplace Juhann Begarin.